# دونالد إل. روذرفورد
دونالد إل. روذرفورد (بالإنجليزية: Donald L. Rutherford)‏ هو عسكري أمريكي، ولد في 4 أغسطس 1955 في Kinderhook, New York ‏ في الولايات المتحدة.